# ISO 7816
Die ISO 7816 ist ein mehrteiliger internationaler Standard der Internationalen Organisation für Normung und der Internationalen elektrotechnischen Kommission, der wesentliche Merkmale von Chipkarten vereinheitlicht. Der Standard ist eine Erweiterung zur ISO 7810, die die wichtigsten physikalischen Eigenschaften von Identifikationskarten spezifiziert.
Mitte der 1980er Jahre ging es bei der Festlegung des Standards hauptsächlich um Chipkarten für Kartentelefone, mit der zunehmenden Verbreitung der Chipkarten in anderen Branchen wie z. B. dem Gesundheitswesen wurden immer weitere Festlegungen getroffen.
Die ersten drei Teile des Standards beschreiben die Abmessungen der Karte und ihre Eigenschaften wie z. B. ihre Biegefestigkeit, die Lage der elektrischen Kontakte auf der Karte, ihre Funktionen und die elektrischen Signale. Guthabenkarten für Kartentelefone, deren Chip keinen Prozessor, sondern nur Logik enthält, verwenden beispielsweise nur diese drei Teile und Teil 10 des Standards.
Eine Reihe weiterer Teile des Standards (zurzeit Teil 4–15) vereinheitlichen die softwaretechnischen Eigenschaften von Betriebssystemen und Anwendungen für intelligente Prozessorkarten.

## ISO 7816 Part 1: Physical Characteristics
Veröffentlicht 1998, Amendment 1 veröffentlicht 2003
Dieser Teil beschreibt die Anforderungen an die physikalischen Eigenschaften einer Chipkarte und die Tests, die die Konformität einer solchen Karte nachweisen.

## ISO 7816 Part 2: Dimensions and location of the contacts
Veröffentlicht 1999, Amendment 1 veröffentlicht 2004
Teil 2 (veröffentlicht 2007) definiert die zulässigen Anordnungen von Magnetstreifen, Chip und einer eventuell vorhandenen Hochprägung auf der Karte. Außerdem wird die Position und die Größe der Kontaktflächen der Chipkarte beschrieben. Auch hier werden die Methoden spezifiziert, um die Korrektheit der Maße nachzuweisen.

## ISO 7816 Part 3: Electronic signals and transmission protocols
Veröffentlicht 1989, überarbeitet 1997, berichtigt 2002 und 2006
Mit diesem Teil werden alle elektrischen Parameter und die kontaktbehaftete Kommunikation von Chipkarten spezifiziert.
Zu den elektrischen Parametern gehören die Spannungsversorgung, die Taktfrequenz und das Reset-Verhalten der Chipkarte und die Anforderungen an das Kartenterminal, um die Karte spezifikationsgemäß zu kontaktieren.
Für die Kommunikation wird der physikalische Ablauf grundlegend beschrieben und die beiden Datenübertragungsprotokolle T=0 (byteorientiertes Protokoll) und T=1 (blockorientiertes Protokoll) definiert.

## ISO 7816 Part 4: Interindustry commands for interchange
Veröffentlicht 1995, neu überarbeitet und veröffentlicht 2005, neu überarbeitet und veröffentlicht 2013
Dieser Normteil bezieht sich auf die Anwendungsebene der Chipkarten und legt die Dateiorganisation, die Sicherheitsstruktur und den Aufbau von Dateien fest. Zusätzlich werden die Kommandostrukturen (siehe APDU) und die Kommandos inklusive der Statuswörter der Chipkarte festgelegt. Außerdem werden Mechanismen für Industrieanwendungen, wie zum Beispiel die kryptografisch abgesicherte Kommunikation (siehe auch Secure Messaging) beschrieben.
Im Anhang befindet sich auch eine Beschreibung der Datenstruktur (BER-TLV-Struktur).

## ISO 7816 Part 5: Numbering system and registration procedure for application identifiers
Veröffentlicht 1994, neu überarbeitet und veröffentlicht 2004
Teil 5 definiert ein Schema zur eindeutigen Identifizierung von nationalen und internationalen Anwendungen auf Chipkarten mittels eindeutiger Nummern. Für diese AID (Application Identification) wird eine Datenstruktur und die Prozedur zur Registrierung einer Anwendung und ihrer AID spezifiziert.

## ISO 7816 Part 6: Inter-industry data elements for interchange
Veröffentlicht 1996, neu überarbeitet und veröffentlicht 2004
Der Teil 6 enthält die Definition von Datenobjekten und die Abläufe zum Auslesen dieser Datenobjekte aus einer Chipkarte.

## ISO 7816 Part 7: Interindustry commands for Structured Card Query Language (SCQL)
Veröffentlicht 1999
Dieser Teil ist eine Ergänzung zu Teil 4 und definiert eine Datenbank, Kommandos und eine an SQL angelehnte Sprache für den Zugriff auf die Datenbank in einer Chipkarte.

## ISO 7816 Part 8: Security related interindustry commands
Veröffentlicht 1999, neu überarbeitet und veröffentlicht 2004
In Teil 8 werden Funktionen und Kommandos spezifiziert, die sicherheitsrelevant sind. Er umfasst die sichere Kommunikation (Siehe Secure Messaging), digitale Signatur, Hash- und MAC-Berechnung und die Ver- und Entschlüsselung von Daten.

## ISO 7816 Part 9: Enhanced interindustry commands
Veröffentlicht 2000, neu überarbeitet und veröffentlicht 2004
Dieser Normteil gliedert sich in drei Teile und enthält
- die Definition des Lebenszyklus einer Chipkarten-Anwendung,
- Kontrollelemente für die Dateizugriffskontrolle und
- Kommandos zum Erzeugen, Suchen und Löschen von Dateien auf der Chipkarte.

## ISO 7816 Part 10: Electronic signals and answer to reset for synchronous cards
Veröffentlicht 1999
Teil 10 spezifiziert die elektronischen Parameter und den Aufbau des ATRs für Speicherkarten. Er ist damit das Gegenstück zu Teil 3 der ISO 7816, die diese Eigenschaften für Chipkarten definiert.

## ISO 7816 Part 11: Personal verification through biometric methods
Veröffentlicht 2004
Der Teil 11 beschreibt Kommandos zur biometrischen Benutzeridentifikation und die dazu benötigten Datenelemente.
Er beinhaltet die Einbringung der Daten in die Chipkarte und einen möglichen Ablauf für die Überprüfung dieser Daten beim Identifizieren einer Person.

## ISO 7816 Part 12: Cards with contacts -- USB electrical interface and operating procedures
Veröffentlicht 2005
Dieser Teil führt USB als neue kontaktbehaftete Schnittstelle für die Chipkarte ein.
Dabei sollen beide Möglichkeiten spezifiziert werden:
- USB-Schnittstelle zusätzlich zu der in Teil 3 beschriebenen Schnittstelle.
- USB-Chipkarte ohne Schnittstelle nach Teil 3.

Derzeit (Juli 2008) ist die Schnittstelle zwar beschrieben, jedoch sind noch keine Karten mit USB-Interface auf dem Markt verfügbar.

## ISO 7816 Part 13: Commands for application management in multi-application environment
Veröffentlicht 2007
Der Teil 13 beinhaltet die Kommandos für die Verwaltung von Karten-Applikationen auf einer Multiapplikations-Chipkarte. Die Kommandos decken den gesamten Lebenszyklus einer Applikation auf einer Multiapplikations-Chipkarte ab und können auch nach der Personalisierung und Ausgabe an den Karteninhaber verwendet werden.
ISO 7816-13 hat die Strukturen und Methoden der GlobalPlatform-Spezifikation übernommen. Diese definiert Kommandos und Strukturen zum Laden, Installieren und Löschen von Applikationen auf Multiapplikationskarten, wie zum Beispiel unter Nutzung von Java Card. Zusätzlich sind Secure Messaging, Protokolle und Applikationsprivilegien definiert.

## ISO 7816 Part 15: Cryptographic Information Application
Veröffentlicht 2004
Grundlage dieses Teils ist der Standard PKCS #15, auf dessen Basis die notwendigen Datenelemente für eine Signaturkarte definiert werden. Das umfasst die Verzeichnisstruktur, Dateien und Signaturen auf der Chipkarte.